# قاشي (السدة)

تعديل مصدري - تعديل

قاشي هي إحدى قرى عزلة جبل حجاج بمديرية السدة التابعة لمحافظة إب، بلغ تعداد سكانها 66 نسمة حسب تعداد اليمن لعام 2004.